# ایهور شوپن
ایهور شوپن (اوکراینی: Ігор Шопін؛ زادهٔ ۱۵ ژوئن ۱۹۷۸) بازیکن فوتبال اهل اوکراین است.
از باشگاه‌هایی که در آن بازی کرده‌است می‌توان به باشگاه فوتبال اوورلا اوژهورود، باشگاه فوتبال زوریا لوهانسک، و باشگاه فوتبال متالیست خارکوف اشاره کرد.